# Medal of Honor: Pacific Assault
Medal of Honor: Pacific Assault (afgekort tot Pacific Assault of MoH:PA) is een first-person shooter uitgegeven door Electronic Arts. De singleplayer is ontwikkeld door EA Los Angeles en de multiplayer door TKO Software. Het is het zevende deel in de Medal of Honor serie. Pacific Assault is het vervolg op Medal of Honor: Rising Sun en de voorloper van Medal of Honor: European Assault.

## Gameplay
In Medal of Honor: Pacific Assault klimt de speler in de huid van Pvt. Tommy Conlin, een Amerikaanse marinier. Tijdens het spel worden veldtochten gevochten tussen de Verenigde Staten en het Japanse Keizerrijk. Nadat de speler een training heeft voltooid waarin de functies van het spel worden uitgelegd vecht de speler mee in de aanval op Pearl Harbor op 7 december 1941.
In tegenstelling tot eerdere games in de serie is de speler bijna nooit alleen tijdens de missies. Nieuw is dat Pacific Assault geen gebruik maakt van verbanddozen maar wanneer de speler nog maar een paar levenspunten heeft kan hij bandages gebruiken om het bloeden te stoppen terwijl hij wacht op verdere zorg. Zodra de speler geen levenspunten meer bezit valt hij en heeft een paar seconden voordat hij sterft.

## Ontvangst
| Beoordeeld door                | Jaar | Score |
| ------------------------------ | ---- | ----- |
| UOL Jogos                      | 2004 | 100%  |
| PC Games (Duitsland)           | 2005 | 83%   |
| GameSpot                       | 2004 | 83%   |
| GameSpot (Belgium/Netherlands) | 2004 | 81%   |
| Game Watcher                   | 2004 | 80%   |
| PC Gameplay (Benelux)          | 2004 | 79%   |
| Joystick (French)              | 2004 | 70%   |
| GamerDad                       | 2005 | 70%   |
| JeuxVideoPC.com                | 2006 | 65%   |
| Jeuxvideo.com                  | 2004 | 65%   |